# 黃廷用
黃廷用（1500年—1566年），字汝行，號少村，晚號四素居士，福建興化府莆田縣人，民籍，明朝政治人物。唐御史黄滔之后，宋状元黄公度十二世孫。

## 生平
嘉靖元年（1522年）壬午科福建鄉試第三十三名舉人。嘉靖十四年（1535年）中式乙未科會試第一百三十七名，登第三甲第二十三名進士。四月改选为庶吉士，送翰林院读书。十六年授翰林院检讨，任辛丑科（1541年）会试同考试官，甲辰（1544年）为廷试掌卷官，嘉靖二十四年（1545年）任《大明会典》纂修官，同年十一月升翰林院编修，丁未（1547年）为廷试受卷官，己酉（1549年）为應天府乡试考试官，庚戌（1550年）为会试同考试官。三十年（1551年）擢司经局洗马兼翰林院侍讲，次年七月给事中黄亢白弹劾他素行不谨，不能再担任乡试考官，遂被调南京别用，改任南京兵部车驾司员外郎，未到任。三十三年御史陶某再次弹劾，再贬为衡州府通判，稍迁太仆寺丞，三十五年八月升尚宝司丞，十一月升本司少卿。三十六年四月升南京太仆寺少卿，次年升本寺卿，再升光禄寺卿，三十九年九月升工部右侍郎。提督大石窝兼理车轮。不久吏科给事中李瑜上言其贪鄙无物，不堪重任，黄廷用被令闲住，而以大理寺卿刘学易代之。
黄廷用回乡后，适值倭寇之乱，曾被贼寇抓住，居贼中五月。嘉靖四十五年（1566年）十月初十日病卒，享年六十七岁。

## 家族
曾祖黃澍；祖父黃甘霖；父黃德卿，母鄭氏。永感下。兄黄廷宣（按察司佥事）、黄廷義、黄廷礼。弟廷良、廷本、廷脩、廷陳、廷紀。